# نیکتو آلکالا زامورا
نیکتو آلکالا زامورا (انگلیسی: Niceto Alcalá-Zamora؛ ۶ ژوئیه ۱۸۷۷ – ۱۹۴۹) یک سیاست‌مدار و حقوقدان اهل اسپانیا بود که برای دوره کوتاهی در جمهوری دوم اسپانیا نخست وزیر و سپس رییس‌جمهور این کشور در فاصله سالهای ۱۹۳۱ تا ۱۹۳۶ بود. 